# Yinjiaying
Yinjiaying (kinesiska: 尹家营满族乡, 尹家营) är en socken i Kina. Den ligger i provinsen Hebei, i den norra delen av landet, omkring 210 kilometer nordost om huvudstaden Peking. Antalet invånare är 7 235. Befolkningen består av 3 389 kvinnor och 3 846 män. Barn under 15 år utgör 21,0 %, vuxna 15-64 år 69 %, och äldre över 65 år 9,0 %.
Genomsnittlig årsnederbörd är 691 millimeter. Den regnigaste månaden är juni, med i genomsnitt 174 mm nederbörd, och den torraste är januari, med 2 mm nederbörd.